# Liste der Einträge im National Register of Historic Places im Waseca County

Lage des Waseca County in Minnesota

Die Liste der Einträge im National Register of Historic Places im Waseca County in Minnesota führt alle Bauwerke und historischen Stätten im Waseca County auf, die in das National Register of Historic Places aufgenommen wurden.

## Aktuelle Einträge
| [ 2 ] | Name                                      | Bild                                      | Eintragsdatum        | Lage                                                  | Ort          | Beschreibung                                                                                                 |
| ----- | ----------------------------------------- | ----------------------------------------- | -------------------- | ----------------------------------------------------- | ------------ | --- |
| 1     | W. J. Armstrong Company Wholesale Grocers | W. J. Armstrong Company Wholesale Grocers | 1982 ID-Nr. 82003067 | 202 2nd Street, Southwest 44° 4′ 35″ N, 93° 30′ 32″ W | Waseca       | Im Jahr 1900 aus Backsteinen errichtetes Gebäude                                                             |
| 2     | John W. Aughenbaugh House                 | John W. Aughenbaugh House                 | 1982 ID-Nr. 82003068 | 831 3rd Avenue, Northeast 44° 4′ 45″ N, 93° 29′ 41″ W | Waseca       | 1897 aus Backsteinen im Stil der Neorenaissance errichtetes Wohnhaus des Mühlenbesitzers John W. Aughenbaugh |
| 3     | Philo C. Bailey House                     | Philo C. Bailey House                     | 1994 ID-Nr. 94001384 | 401 2nd Avenue, Northeast 44° 4′ 43″ N, 93° 30′ 10″ W | Waseca       | 1872 im Italianate-Stil errichtetes Wohnhaus des lokalen Politikers Philo C. Bailey                          |
| 4     | Janesville Free Public Library            | Janesville Free Public Library            | 1982 ID-Nr. 82003065 | 102 West 2nd Street 44° 7′ 3″ N, 93° 42′ 27″ W        | Janesville   | 1912 errichtete Carnegie-Bibliothek                                                                          |
| 5     | Seha Sorghum Mill                         | Seha Sorghum Mill                         | 1979 ID-Nr. 79003718 | County Highway 5 44° 11′ 37″ N, 93° 38′ 57″ W         | Janesville   | 1905 errichtete Hirsemühle                                                                                   |
| 6     | Strangers Refuge Lodge Number 74, IOOF    | Strangers Refuge Lodge Number 74, IOOF    | 2006 ID-Nr. 06000601 | 119 South Broadway 43° 53′ 35″ N, 93° 29′ 36″ W       | New Richland | 1902 errichtetes Versammlungs- und Veranstaltungshaus                                                        |
| 7     | Vista Lutheran Church                     | Vista Lutheran Church                     | 1982 ID-Nr. 82000565 | MN 13 43° 57′ 26″ N, 93° 27′ 56″ W                    | New Richland | 1908 aus Backsteinen im neugotischen Stil errichtete lutherische Kirche schwedischer Einwanderer             |
| 8     | Roscoe P. Ward House                      | Roscoe P. Ward House                      | 1982 ID-Nr. 82003069 | 804 East Elm Avenue 44° 4′ 38″ N, 93° 29′ 47″ W       | Waseca       | 1897 errichtetes Wohnhaus des Bankiers und Lokalpolitikers Roscoe P. Ward                                    |
| 9     | Waseca County Courthouse                  | Waseca County Courthouse                  | 1982 ID-Nr. 82003070 | 307 North State Street 44° 4′ 47″ N, 93° 30′ 27″ W    | Waseca       | 1897 im Richardsonian-Romanesque-Stil errichtetes Justiz- und Verwaltungsgebäude                             |
| 10    | William R. Wolf House                     | William R. Wolf House                     | 1982 ID-Nr. 82003071 | 522 2nd Avenue, Northeast 44° 4′ 41″ N, 93° 30′ 1″ W  | Waseca       | 1895 im Queen Anne-Stil errichtetes Wohnhaus des Lokalpolitikers Willian R. Wolf                             |

## Frühere Einträge
| [ 2 ] | Name                     | Bild | Eintragsdatum        | Lage                                        | Ort               | Beschreibung                                                                                  |
| ----- | ------------------------ | ---- | -------------------- | ------------------------------------------- | ----------------- | --------------------------------------------------------------------------------------------- |
| 1     | Seth S. Phelps Farmhouse |      | 1982 ID-Nr. 82000564 | County Highway 2 44° 4′ 41″ N, 93° 30′ 1″ W | St. Mary Township | 1869 im Italianate-Stil errichtetes Farmhaus; 1993 abgerissen und aus dem Register gestrichen |